# FTHC
FTHC è il nono album in studio del cantautore inglese Frank Turner, pubblicato nel 2022.

## Tracce
Edizione Standard
Testi e musiche di Frank Turner.
1. Non Serviam – 1:59
2. The Gathering – 2:39
3. Haven't Been Doing So Well – 3:16
4. Untainted Love – 2:54
5. Fatherless – 2:41
6. My Bad – 1:44
7. Miranda – 4:00
8. A Wave Across a Bay – 3:43
9. The Resurrectionists – 2:42
10. Punches – 3:03
11. Perfect Score – 2:30
12. The Work – 3:32
13. Little Life – 3:35
14. Farewell to My City – 4:13

Tracce Bonus Edizione Deluxe
1. The Zeitbeast – 3:58
2. The House Where I Was Raised – 3:57
3. Haven't Been Doing So Well (acoustic) – 3:17
4. A Wave Across a Bay (acoustic) – 3:49
5. Punches (acoustic) – 2:58
6. The Work (acoustic) – 4:11

## Formazione

### Frank Turner & the Sleeping Souls
- Frank Turner – voce, chitarra acustica, chitarra elettrica
- Ben Lloyd – chitarra elettrica, cori
- Tarrant Anderson – basso, cori
- Matt Nasir – piano, tastiera, organo, cori

### Altri musicisti
- Dominic Howard – batteria (2)
- Jason Isbell – chitarra elettrica (2)
- Ilan Rubin – batteria (1, 3-7, 9-12, 14)
- Jason McGerr – batteria (8)
- Kevin Fennell – batteria (13)
- Rich Costey – chitarra elettrica, programmazione, percussioni (2)
- Koby Berman – sintetizzatore, cori
- Simon Neil – voce (9)
- WAYout Arts Crew – percussioni (10)